# Kadov (Morávia do Sul)
Kadov é uma comuna checa localizada na região de Morávia do Sul, distrito de Znojmo.